# 밴드 에이드 (밴드)
밴드 에이드(Band Aid)는 주로 영국과 아일랜드의 음악가들과 레코딩 아티스트들로 이루어진 자선 슈퍼그룹이다. 1983~1985년 에티오피아 기근에 대응하여 돈을 모으기 위해 1984년 밥 겔도프와 밋지 유르에 의해 결성되었다. Do They Know It's Christmas?라는 곡을 그 해 크리스마스 시장에 발매했다. 1984년 11월 25일, 런던 노팅힐의 삼 웨스트 스튜디오에서 노래를 녹음했으며 12월 3일 월요일 영국에서 발매되었다.